# La Giustizia (periodico)
La Giustizia è un settimanale ed un quotidiano italiano d'ispirazione socialista fondato nel 1886 a Reggio nell'Emilia e chiuso in forma cartacea nel 1993. Dal 2023 è riapparso come quotidiano online come organo dell'Associazione Socialista Liberale.

## Storia
Dopo le esperienze giornalistiche maturate con i periodici d'ispirazione socialista La Plebe e Lo Scamiciato,  il 29 gennaio 1886 Camillo Prampolini fondò il settimanale La Giustizia. Diffusosi rapidamente tra le masse contadine reggiane grazie ad un linguaggio semplice e diretto, la testata varcò ben presto i confini provinciali riuscendo in pochi anni ad affermarsi come uno dei principali fogli socialisti emiliani.
Nel 1904, quando a Reggio nell'Emilia il Partito Socialista Italiano era ormai una realtà affermata e radicata, Prampolini decise di trasformare La Giustizia in quotidiano, affidandone la direzione al mantovano Giovanni Zibordi. Nelle prime due decadi la scena giornalistica reggiana fu dominata dalla rivalità tra il quotidiano socialista e quello liberale L'Italia Centrale (chiuso nel 1912 e rimpiazzato dal Giornale di Reggio due anni dopo). 
Con la comparsa dello squadrismo a Reggio nell'Emilia e provincia nel 1921 iniziò per La Giustizia ed i suoi dipendenti una lunga serie di persecuzioni. L'8 aprile 1921, i fascisti reggiani assaltarono la sede del giornale e sua tipografia distruggendola e dandola alle fiamme. Il direttore Zibordi, più volte minacciato, fu oggetto di un attentato da parte di alcuni squadristi e costretto ad abbandonare la città per sempre. Una volta riparate le devastazioni La Giustizia riprese le pubblicazioni sotto la guida di Amilcare Storchi sino a quando, nel giugno 1922, a causa delle continue persecuzioni fasciste, ne fu trasferita la sede a Milano. Nell'ottobre dello stesso anno divenne il quotidiano ufficiale del Partito Socialista Unitario, fondato da Turati, Treves e Matteotti, dopo che gli stessi erano stati espulsi dal PSI. La direzione fu affidata a Claudio Treves. La Giustizia continuò le pubblicazioni, seppur fortemente limitata da censure e sequestri, sino al 5 novembre 1925, quando fu chiusa in seguito al fallito attentato di Tito Zaniboni contro Mussolini.
Con la ricostituzione clandestina del Partito Socialista dei Lavoratori Italiani tornò ad essere pubblicata il 14 marzo 1926 in versione settimanale, chiudendo però definitivamente i battenti il 31 ottobre successivo.
Le pubblicazioni settimanali riprendono il 13 maggio 1945 a Reggio Emilia e nel 1947 la testata diventa organo di stampa provinciale del Partito Socialista Democratico Italiano. A partire dal 1989 venne ripubblicato dal Partito Socialista Italiano dopo che il legittimo proprietario Giuseppe Amadei, che l'aveva ereditata da Alberto Simonini, aderì al PSI.
La Giustizia fu costretta a chiudere definitivamente nel 1993 (ufficialmente nel 1994) a causa della mancanza di finanziamenti e di pubblicità, subendo la stessa sorte della storica testata socialista L'Avanti!.
Nel gennaio 2023 l'Associazione Socialista Liberale acquista la testata che torna a pubblicare come giornale on line, sotto la direzione di Mauro Del Bue.